# 差し込み砥ぎ
差し込み研ぎ（さしこみとぎ）とは、日本刀研磨における仕上げ方法の一つである。対馬研ぎとも呼ばれる。
江戸時代に始まり今日にいたる古式な研磨方法であるが、いささか地味に見える事で現代は明治期に本阿彌平十郎が考案したと言われる「金肌拭い」が主流である。
金肌拭い自体は江戸時代からあったと伝えられている。
今日においては差し込み研ぎよりもメリハリのある金肌拭いが好まれており、差し込み研ぎを好んで行う研ぎ師は少ない。

## 特徴
刃取りを行わないため、匂い口が容易に見て取れる。ただし、補足的にうっすらと刃取りを行うこともある。匂い口の深く冴えた刀剣に用いると、匂い口そのものの輝きにより、刃文そのものがとても美しく見える。特に匂い出来の備前刀に施すと、複雑に乱れた丁子の刃文があたかも浮き上がるように見える。
また、映りが明瞭に見える利点がある。

しかし、沸出来で地刃境がはっきりしない刀剣に用いると、全体的にぼやけ、パッとしない欠点があり、差し込み研ぎが有効な刀は少ない。

## 差し込み研ぎの方法
下地研ぎ
現在の日本刀研磨とほぼ同様である。注意しないといけないのは、内曇地砥を引く際に金肌拭いの場合と比較し、鍛練肌を押さえておかないと拭いの時間が長く成る差し込み研ぎでは地鉄が肌立ちガサツキ品位を下げる事に成るので注意が必要になる。
仕上げ研ぎ

地艶も同様に鍛練肌を抑え地鉄に黒みが出る様に作業する。
拭いの成分は現代は磁鉄鉱の粉末を油に混ぜた物が主流だが、かつては対馬砥石の粉末が良く使われたので差し込み研ぎを別名、対馬拭いと言う場合もある。
磁鉄鉱と対馬砥を混ぜても可である。
帽子のナルメ、鎬地の仕上げ、流しなどは、今日の日本刀研磨と同様。